# Mount Obiglio
Mount Obiglio är ett berg i Antarktis. Det ligger i Västantarktis. Inget land gör anspråk på området. Toppen på Mount Obiglio är 510 meter över havet.
Terrängen runt Mount Obiglio är kuperad åt nordost, men åt sydväst är den platt. Havet är nära Mount Obiglio åt nordost. Trakten är obefolkad. Det finns inga samhällen i närheten.